# Liste griechischer Phrasen/Beta

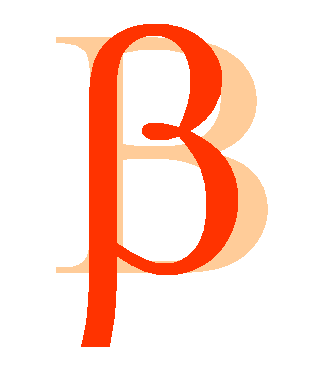
Beta

## Βάλανε το λύκο να φυλάει τα πρόβατα.

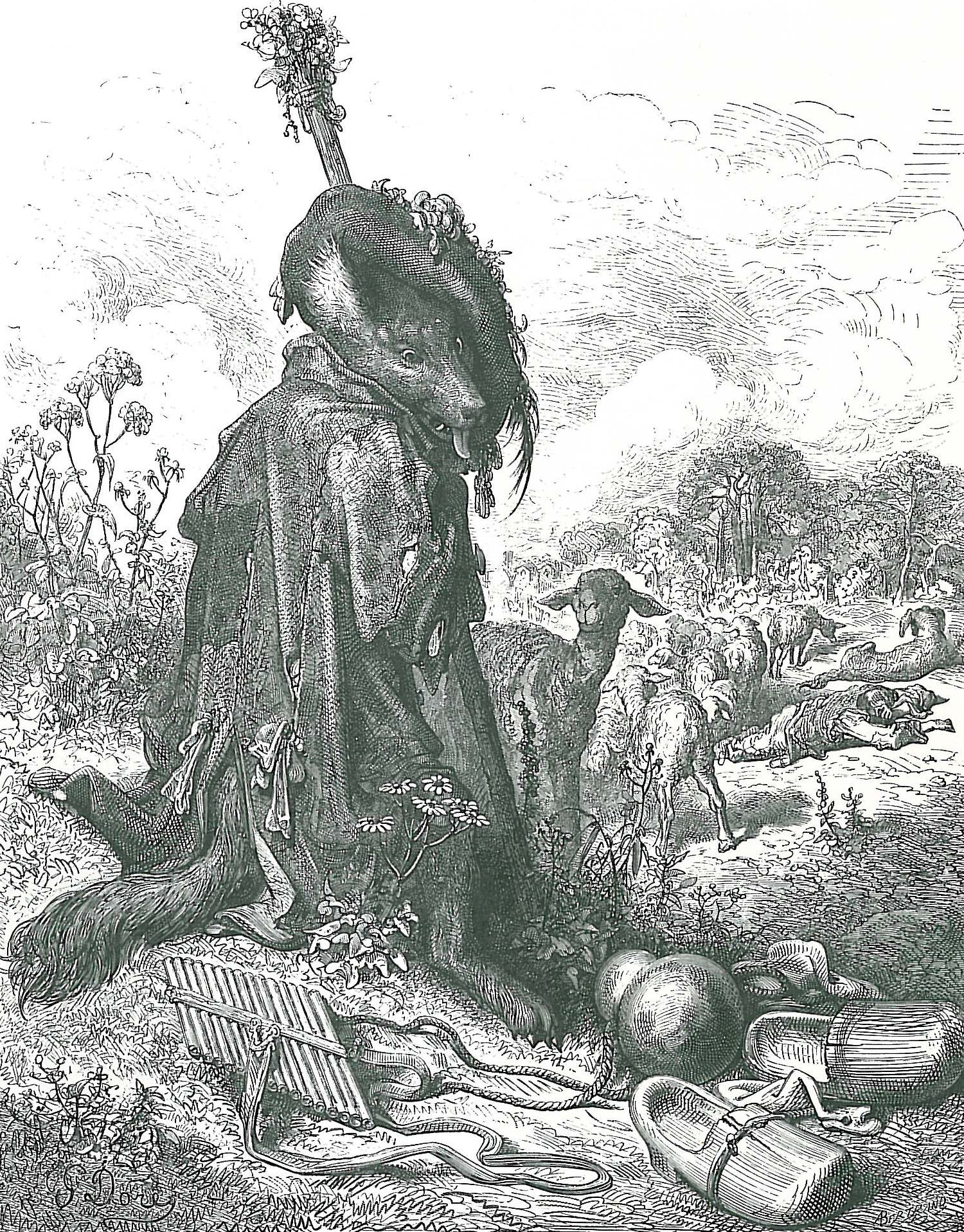
Gustave Doré: Der Wolf als Schäfer

Βάλανε το λύκο να φυλάει τα πρόβατα.
Valane to lyko na filai ta provata.
„Der Wolf wurde angestellt, um die Schafe zu beschützen.“
Diese neugriechische Redewendung mit der Bedeutung „den Bock zum Gärtner machen“ geht auf die Äsopsche Fabel Der Wolf als Schäfer zurück, die auch vom französischen Fabeldichter Jean de La Fontaine bearbeitet wurde, bei dem es in der deutschen Übersetzung heißt:
Ein Wolf, dessen Geschäft in Schafen etwas flau

nachgrade ging, mochte wohl meinen,

gut wär’s, in anderer Gestalt, wie’n Füchslein schlau,

und nur vermummt noch zu erscheinen.

## Βαπτίζοντες αὐτοὺς εἰς τὸ ὄνομα τοῦ Πατρὸς καὶ τοῦ Υἱοῦ καὶ τοῦ Ἁγίου Πνεύματος.

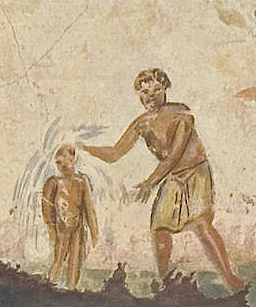
Eine der frühesten Darstellungen einer Taufe in der Calixtus-Katakombe (3. Jh.)

Βαπτίζοντες αὐτοὺς εἰς τὸ ὄνομα τοῦ Πατρὸς καὶ τοῦ Υἱοῦ καὶ τοῦ Ἁγίου Πνεύματος.
Baptizontes autous eis to onoma tou Patros kai tou Hyiou kai tou Hagiou Pneumatos.
„Taufet sie auf den Namen des Vaters und des Sohnes und des Heiligen Geistes.“
Mit diesen Worten setzte Jesus die Taufe als Sakrament ein. Das Evangelium nach Matthäus endet mit dem so genannten Tauf- oder Missionsbefehl:

«18 καὶ προσελθὼν ὁ Ἰησοῦς ἐλάλησεν αὐτοῖς λέγων· ἐδόθη μοι πᾶσα ἐξουσία ἐν οὐρανῷ καὶ ἐπὶ [τῆς] γῆς. 19 πορευθέντες οὖν μαθητεύσατε πάντα τὰ ἔθνη, βαπτίζοντες αὐτοὺς εἰς τὸ ὄνομα τοῦ πατρὸς καὶ τοῦ υἱοῦ καὶ τοῦ ἁγίου πνεύματος, 20 διδάσκοντες αὐτοὺς τηρεῖν πάντα ὅσα ἐνετειλάμην ὑμῖν· καὶ ἰδοὺ ἐγὼ μεθ’ ὑμῶν εἰμι πάσας τὰς ἡμέρας ἕως τῆς συντελείας τοῦ αἰῶνος.»

„18 Und Jesus trat herzu und sprach zu ihnen: Mir ist gegeben alle Gewalt im Himmel und auf Erden. 19Darum gehet hin und machet zu Jüngern alle Völker: Taufet sie auf den Namen des Vaters und des Sohnes und des Heiligen Geistes 20 und lehret sie halten alles, was ich euch befohlen habe. Und siehe, ich bin bei euch alle Tage bis an der Welt Ende.“

Die Taufe wird im Neuen Testament als etwas Bekanntes vorausgesetzt. Auch die Essener kannten ähnliche Riten. Die rituelle Waschung wurde regelmäßig ausgeführt. Taufriten wurden ohne öffentliches Bekenntnis vorgenommen. Jedoch galt wohl die erste dieser Waschungen als offizielle Aufnahme eines Novizen.
Die Taufformel „auf den Namen des Vaters und des Sohnes und des Heiligen Geistes“ kommt nicht in den Tauferzählungen der Apostelgeschichte und der Briefe des Paulus, vor. Dort, wo die Taufhandlung selbst näher beschrieben wird, lautet die Taufformel schlicht: „auf den Namen Jesu Christi“.

## Βασιλεία τῶν Ῥωμαίων
Βασιλεία τῶν Ῥωμαίων
Basileía tōn Rhōmaíōn
„Königreich der Römer“

Gebietsveränderungen des Byzantinischen Reiches

Das Byzantinische Reich führte auch den inoffiziellen Namen Βυζαντινὴ Αὐτοκρατορία Byzantinē Autokratoria, der oft zu Byzanz (Βυζάντιο(ν) Byzantio(n)) verkürzt wurde. Dieses auch auf Grund der historischen Herkunft als Oströmisches Reich bezeichnete Kaiserreich im östlichen Mittelmeerraum entstand in der Spätantike aus der östlichen Hälfte des Römischen Reiches, bestand das ganze Mittelalter hindurch und endete mit der Eroberung von Konstantinopel durch die Osmanen im Jahr 1453.
Das Oströmische Reich mit seiner Hauptstadt Konstantinopel (dem heutigen Istanbul) blieb staatsrechtlich noch bis in das 15. Jahrhundert erhalten – und die Griechen bezeichnen sich noch heute volkstümlich auch als rhomoi („Römer“). Der katholische Westen bevorzugte die Bezeichnung „Reich der Griechen“, da man den vom Papsttum abtrünnigen orthodoxen Christen des Ostens keineswegs das Erbe des Römischen Reiches zusprechen wollte, vielmehr dies für sich selbst beanspruchte (z. B.: Heiliges Römisches Reich Deutscher Nation), ausgedrückt in der Krönung des Kaisers durch den Papst und in der Theorie der Translatio imperii ad Francos (Übertragung der Kaiserwürde auf die Franken). Umgekehrt wurde das untergegangene (west-)römische Reich von den Byzantinern auch als παλαιὰ Ῥώμη palaiá Rhṓmē („Altrom“) bezeichnet, um die eigene Nachfolgerschaft als das Neue Rom zu betonen.
Sprachen Byzantiner selbst von den Griechen (Ἕλληνες Hellenes), waren stets die vorchristlichen Griechen der Antike gemeint, oft wie bei den griechischen Kirchenvätern im Sinn von Heiden. Auch bei den Einwohnern der muslimischen Reiche war der Name „Rum“ („Römisches Reich“) üblich, wenn das Byzantinische Reich gemeint war.
Die Urum sind eine kleine turksprachige Minderheit im Kaukasus, der Südwestukraine, der Krim und dem Balkan. Die Angehörigen dieser Volksgruppe sind aus ethnischer Sicht als Griechen (türkisch Rum für „Grieche“) anzusehen, deren Vorfahren um das Jahr 1780 die tatarische Sprache annahmen. Bei Volkszählungen werden die Urum in Georgien aufgrund ihres orthodoxen Glaubens als Griechen und nicht als Turkvolk aufgeführt.

## Βελλεροφόντος τὰ γράμματα

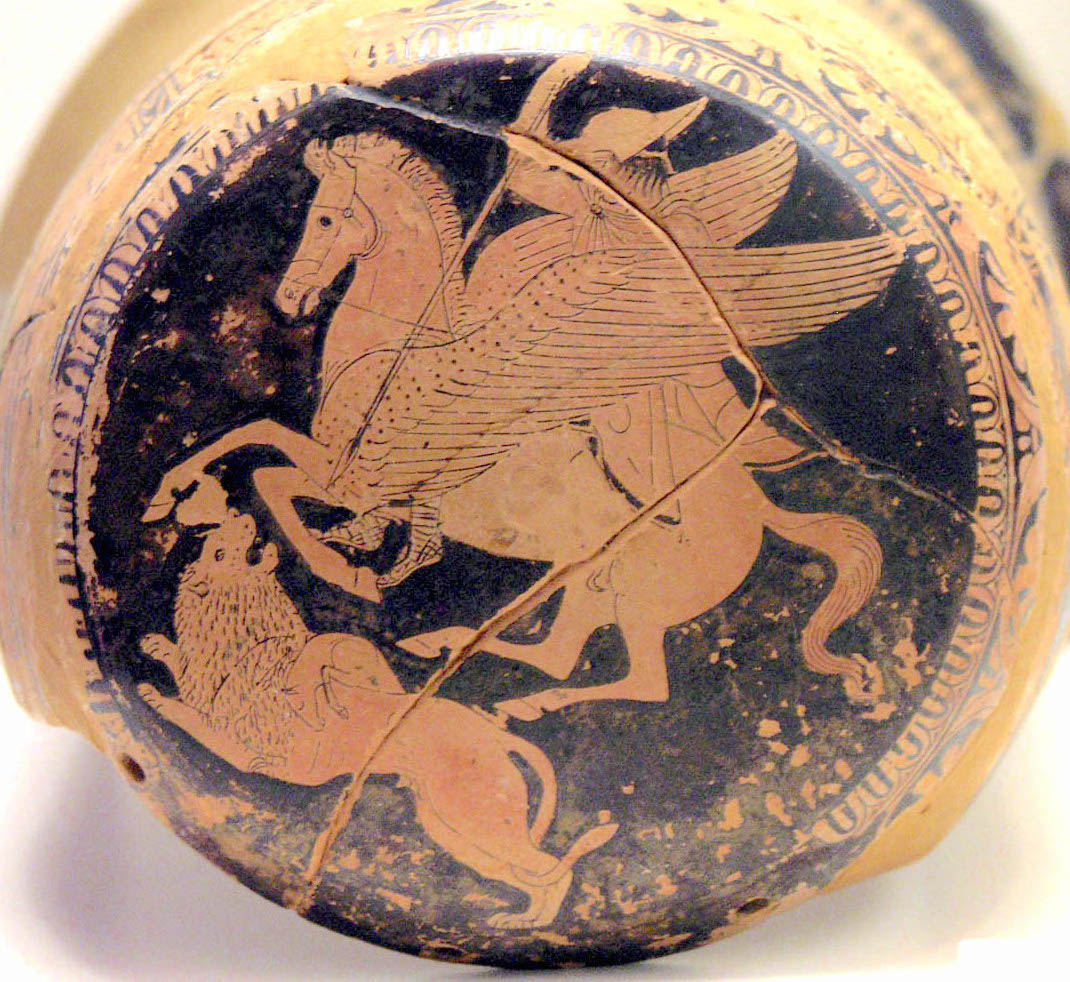
Bellerophontes auf dem Pegasus tötet die Chimära

Βελλεροφόντος τὰ γράμματα
Bellerophontos ta grammata
„Bellerophon-Brief“
Brief mit dem Auftrag, den Überbringer zu töten. Bellerophon (auch Bellerophontes) war ein Enkel des Sisyphos. Die Frau des Königs Proitos beschuldigte ihn, er habe versucht, sie zu verführen. Der König schickte Bellerophontes darauf zu seinem Schwiegervater Iobates, mit der verschlüsselten Nachricht – vergleiche Σήματα λυγρά –, ihn zu töten. Iobates freundete sich mit ihm an. Nachdem er aber den Brief seines Schwiegersohns gelesen hatte, stellte er Bellerophon schwierigste Aufgaben, in der Hoffnung, dass dieser dabei umkomme. Zunächst befahl er Bellerophon, die Chimära zu töten. Bellerophon spürte sie auf und tötete sie. Als Nächstes musste er gegen das Nachbarvolk der Solymer zu Felde ziehen. Diese besiegte er ebenso wie danach die Amazonen.
Nachdem all diese Versuche, Bellerophon umkommen zu lassen, fehlgeschlagen waren, glaubte Iobates, Bellerophon sei ein Liebling der Götter, gab ihm seine Tochter zur Frau und schenkte ihm die Hälfte seines Königreichs.
Ähnlich geht die alttestamentliche Geschichte vom Urijasbrief. Urija war einer der 30 Helden des Königs David. Urija befand sich an der Front, als sich David in seine Frau Batseba verliebte. David ließ Urija an die Front schicken und übergab ihm einen Brief an den Feldherrn. Darin ordnete er an, dass Urija während der Schlacht in vorderster Linie eingesetzt werden sollte und die Mitkämpfer sich schlagartig zurückziehen sollten. Urija wurde, wie beabsichtigt, getötet; Batseba wurde Witwe.

## βῆ βῆ
βῆ βῆ
bē bē
„bäh bäh“
Auszug aus dem Dionysalexandros des Komödiendichters Kratinos:

«Ὁ δ’ ἠλίθιος ὥσπερ πρόβατον βῆ βῆ λέγων βαδίζει.»

„Ho d’ ēlithios hōsper probaton bē bē legōn badizei.“

„Der Idiot bewegt sich wie ein Schaf und sagt dabei bäh, bäh.“

Die Humanisten des 16. Jahrhunderts befehdeten sich heftig, wie altgriechische Texte zu lesen seien. Auf der einen Seite bezüglich der Aussprache des Η standen die Etazisten wie Erasmus von Rotterdam, die für die Aussprache „ä“ plädierten, während sich die Itazisten um Johannes Reuchlin für die neugriechische Aussprache „i“ starkmachten. Nach der neugriechischen Lesung hätten aber die Schafe „wi, wi“ blöken müssen.
Der Philosoph Georg Christoph Lichtenberg griff in diese Auseinandersetzung ein, indem er eine Satire gegen Johann Heinrich Voß richtete, in der es heißt:

„To bäh or not to bäh, that is the question.“

Herodot berichtet in seinen Historien, dass Pharao Psammetich I. wissen wollte, welches die ersten Menschen waren, und dafür ein Experiment durchführte. Er ließ zwei neugeborene Kinder von einem Hirten in einer einsamen Hütte aufziehen, wo sie nur stumm gefüttert wurden. Nach etwa zwei Jahren riefen beide Kinder, als der Hirte kam: «βεκός» („bekós“).
Der Hirte berichtete dies dem König, und dessen Nachforschungen nach der Ursprache ergaben, dass „bekós“ bei den Phrygern in Kleinasien „Brot“ heißt. Man folgerte daraus, dass die Phryger älter seien als die Ägypter. Dieses Experiment soll vom Stauferkaiser Friedrich II. wiederholt worden sein, wobei die Kinder jedoch wegen mangelnder Zuwendung starben.
Zur Aussprache griechischer Wörter schreiben Werner van Gent und Paul L. Walser in ihrem Griechenlandbuch Zimt in der Suppe:

„Vom Altertum bis zur Rechtschreibreform am Ende des 20. Jahrhunderts wurden alle Vokale zu Beginn eines Worts mit einem ‘Hauchzeichen’ versehen, das die Humanisten der Renaissance in Westeuropa in vielen Fällen als h übersetzt haben.“

Dagegen mit antiken Befunden eher übereinstimmend Hans Zinsmeister:

„H hatte noch den Lautwert 'h'; erst als dieser Hauchlaut […] im Jonischen verstummte (Psilosis), wurde H als Zeichen für das lange offene e = ä verwendet.“

## βιβλιοθήκη ἔμψυχος
βιβλιοθήκη ἔμψυχος
bibliothēkē empsychos
„beseelte Bibliothek“
Der Philosoph Eunapios von Sardes schrieb in seinem Werk Leben der Philosophen und Sophisten über den Lehrer des Porphyrios sehr lobend. Dieser, Cassius Longinus, sei „zu dieser Zeit eine beseelte Bibliothek und ein wandelnder Musenhain“ (βιβλιοθήκη […] ἔμψυχος καὶ περιπατοῦν μουσεῖον bibliothēkē […] empsychos kai peripatoun museion) gewesen. Der im Zitat verwendete Ausdruck μουσεῖον museion, als „Musenhain“  übersetzt, ist hier als „Ort der Musenkünste“ zu verstehen.
Der Schriftsteller E. T. A. Hoffmann machte daraus den Begriff „lebendiges Conversations-Lexikon“ für den Geheimen Kanzleisekretär Tusmann in der Brautwahl, der in der Form „wandelndes Lexikon“ zum geflügelten Wort wurde. Von Tusmann wird dort erzählt:

„Er las, wo er ging und stand, auf dem Spaziergange, in der Kirche, in dem Kaffeehause, er las ohne Auswahl alles, was ihm vorkam, wiewohl nur aus der ältern Zeit, da ihm das Neue verhaßt war. So studierte er heute auf dem Kaffeehause ein algebraisches Buch, morgen das Kavalleriereglement Friedrich Wilhelms des Ersten und dann das merkwürdige Buch »Cicero, als großer Windbeutel und Rabulist dargestellt in zehn Reden« aus dem Jahre 1720. Dabei war Tusmann mit einem ungeheuren Gedächtnisvermögen begabt. Er pflegte alles, was ihm bei dem Lesen eines Buches auffiel, zu zeichnen und dann das Gezeichnete wieder zu durchlaufen, welches er nun nie wieder vergaß. Daher kam es, daß Tusmann ein Polyhistor, ein lebendiges Konversationslexikon wurde, das man aufschlug, wenn es auf irgendeine historische oder wissenschaftliche Notiz ankam.“

## Βίβλος γενέσεως Ἰησοῦ Χριστοῦ, υἱοῦ Δαυὶδ υἱοῦ Ἀβραάμ.

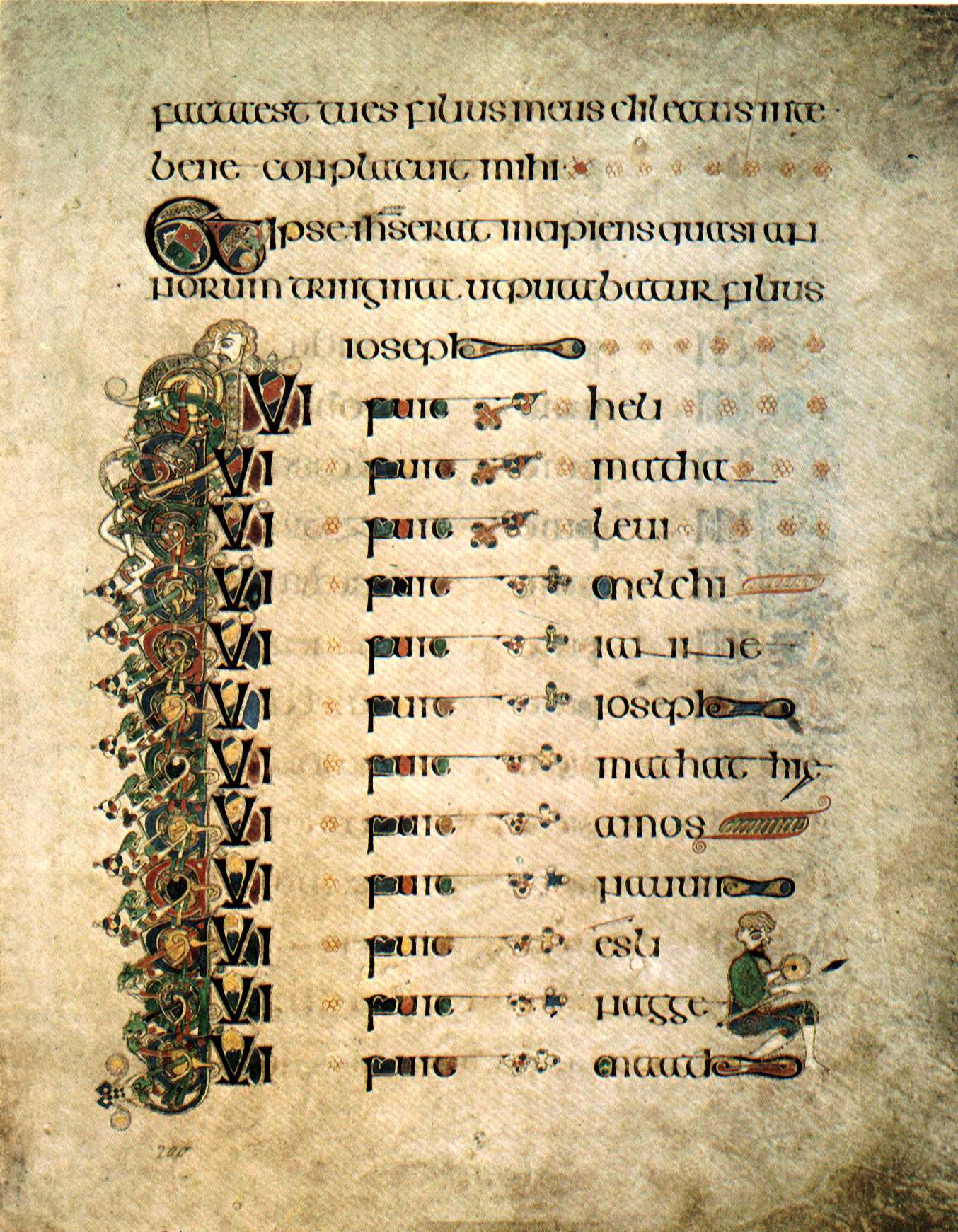
Stammbaum Jesu im Book of Kells (lateinisch: Liber generationis – Βίβλος γενέσεως)

Βίβλος γενέσεως Ἰησοῦ Χριστοῦ, υἱοῦ Δαυὶδ υἱοῦ Ἀβραάμ.
Biblios geneseōs Iēsou Christou, hyiou Dauid hyiou Abraam.
„Dies ist das Buch von der Geburt Jesu Christi, der da ist ein Sohn Davids, des Sohnes Abrahams.“
Anfang des Evangeliums nach Matthäus, des ersten Buchs des Neuen Testaments der christlichen Bibel, das für gläubige Juden ursprünglich in hebräischer Sprache geschrieben wurde. Das Matthäusevangelium hat ein großes Interesse daran, Jesus von Nazaret als den Messias der alttestamentlichen Prophetie zu zeigen und beginnt mit dem Stammbaum Jesu:

„1 Buch des Ursprungs Jesu Christi, des Sohnes Davids, des Sohnes Abrahams: 2 Abraham zeugte den Isaak, Isaak zeugte den Jakob, Jakob zeugte den Juda und seine Brüder.

[…]

16 Jakob zeugte den Josef, den Mann Marias; von ihr wurde Jesus geboren, der der Christus genannt wird. 17 Im Ganzen sind es also von Abraham bis David vierzehn Generationen, von David bis zur Babylonischen Gefangenschaft vierzehn Generationen und von der Babylonischen Gefangenschaft bis zu Christus vierzehn Generationen.“

Der Evangelist Matthäus führt Jesu Stammbaum bis auf Abraham zurück, während der Evangelist Lukas noch weiter bis auf Adam zurückgeht. Abraham war der Stammvater Israels, mit dem Gott einen Bund bis hin zu seinen Nachkommen schloss, dessen Erfüllung nun durch Christus erfolgte. Matthäus stellt damit das auserwählte Volk in den Vordergrund, während Lukas den Anspruch an alle Menschen bekundet.
Matthäus weist die rechtliche Herkunft Jesu in der Linie Josefs nach, während Lukas möglicherweise die Herkunft über Maria darlegt. Die Stammbäume weichen nach David voneinander ab, decken sich dann wieder und gehen bis zu Josef abermals auseinander. Von Abraham bis Josef nennt Matthäus 42 Namen. Für dieselbe Spanne nennt Lukas aber 56 Namen. Die unübersehbaren Unterschiede zwischen den Stammbäumen bereitete der Theologie Probleme, die sie nicht befriedigend lösen konnte.
An der Stelle zwischen Josef und Jesus bricht die natürliche Generationenfolge ab:

„Jakob zeugte den Josef, den Mann Marias; von ihr wurde Jesus geboren, der der Christus genannt wird.“

Aus dem restlichen Evangelium geht hervor, dass Matthäus davon ausging, dass Josef nicht der leibliche Vater Jesu ist.

## βίοι παράλληλοι
βίοι παράλληλοι
bioi parallēloi
„parallele Leben“
Lateinisch: vitae parallelae

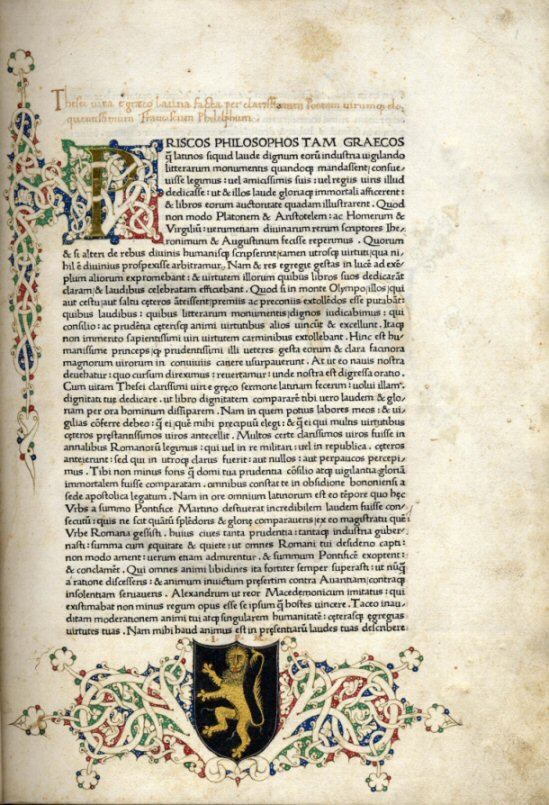
Druck aus dem Jahr 1470

Die Parallelen Lebensbeschreibungen sind biografische Arbeiten des griechischen Historikers Plutarch, in denen jeweils ein Grieche mit einem Römer verglichen wird. Es handelt sich um 23 Biografienpaare, die jeweils einen Griechen und einen Römer zusammenstellen, deren Leben Ähnlichkeiten aufweisen (z. B. Alexander der Große und Caesar, Demosthenes und Cicero), die er mit negativen und positiven Eigenschaften beschreibt.
Plutarch grenzt seine biografische Arbeit deutlich von der Geschichtsschreibung ab. So schreibt er beispielsweise in der Einleitung seiner Doppelbiografie zu Alexander und Caesar:

„Denn ich bin nicht Geschichtsschreiber, sondern Biograph, und es sind durchaus nicht immer die großen Heldentaten, in denen sich die Tüchtigkeit oder die Verworfenheit offenbart. Oft sagt ein unbedeutender Vorfall, ein Ausspruch oder ein Scherz mehr über den Charakter eines Menschen aus als die blutigsten Schlachten, die größten Heeresaufgebote und die Belagerungen von Städten.“

Die Paarungen der Parallelbiographien (jeweils in der Reihenfolge Grieche – Römer):
1. Theseus – Romulus
2. Lykurg – Numa Pompilius
3. Solon – Poplicola
4. Themistokles – Camillus
5. Perikles – Fabius Maximus
6. Alkibiades – Coriolanus
7. Timoleon – Aemilius Paulus
8. Pelopidas – Marcellus
9. Aristides – Cato Maior
10. Philopoimen – Flamininus
11. Pyrrhus – Gaius Marius
12. Lysander – Sulla
13. Kimon – Lucullus
14. Nikias – Crassus
15. Eumenes – Sertorius
16. Agesilaos – Pompeius
17. Alexander der Große – Caesar
18. Phokion – Cato Minor
19. Agis und Kleomenes – Tiberius Gracchus und Gaius Gracchus
20. Demosthenes – Cicero
21. Demetrios – Marcus Antonius
22. Dion – Brutus

Zusätzlich sind auch 2 Einzelbiographien von Arat und Artaxerxes überliefert.
1579 wurden die Parallelen Lebensbeschreibungen aus dem Französischen ins Englische übersetzt, was der Heldenverehrung im damaligen England entgegenkam. In dieser Zeit orientierte sich William Shakespeare vor allem in seinen Dramen Julius Caesar, Coriolanus und Antonius und Cleopatra zu großen Teilen an Plutarch.
Im 17. und 18. Jahrhundert waren Plutarchs Parallelbiografien die meistgelesene Schrift aus der Antike. Beispielsweise beschäftigte sich Friedrich Schiller mit Plutarchs Werken, in dessen Drama Die Räuber Karl Moor seinen Ärger äußert:

„Mir ekelt vor diesem tintenklecksenden Säkulum, wenn ich in meinem Plutarch lese von großen Menschen.“

Nach dem Vorbild Plutarchs veröffentlichte der britische Historiker Alan Bullock 1991 ein Buch mit dem Titel Hitler and Stalin: Parallel Lives (deutsch: Hitler und Stalin. Parallele Leben), in dem er auf Plutarchs Konzept der Doppelbiografie zurückgreift.

## Βίος ἀνεόρταστος μακρὰ ὁδὸς ἀπανδόκευτος.

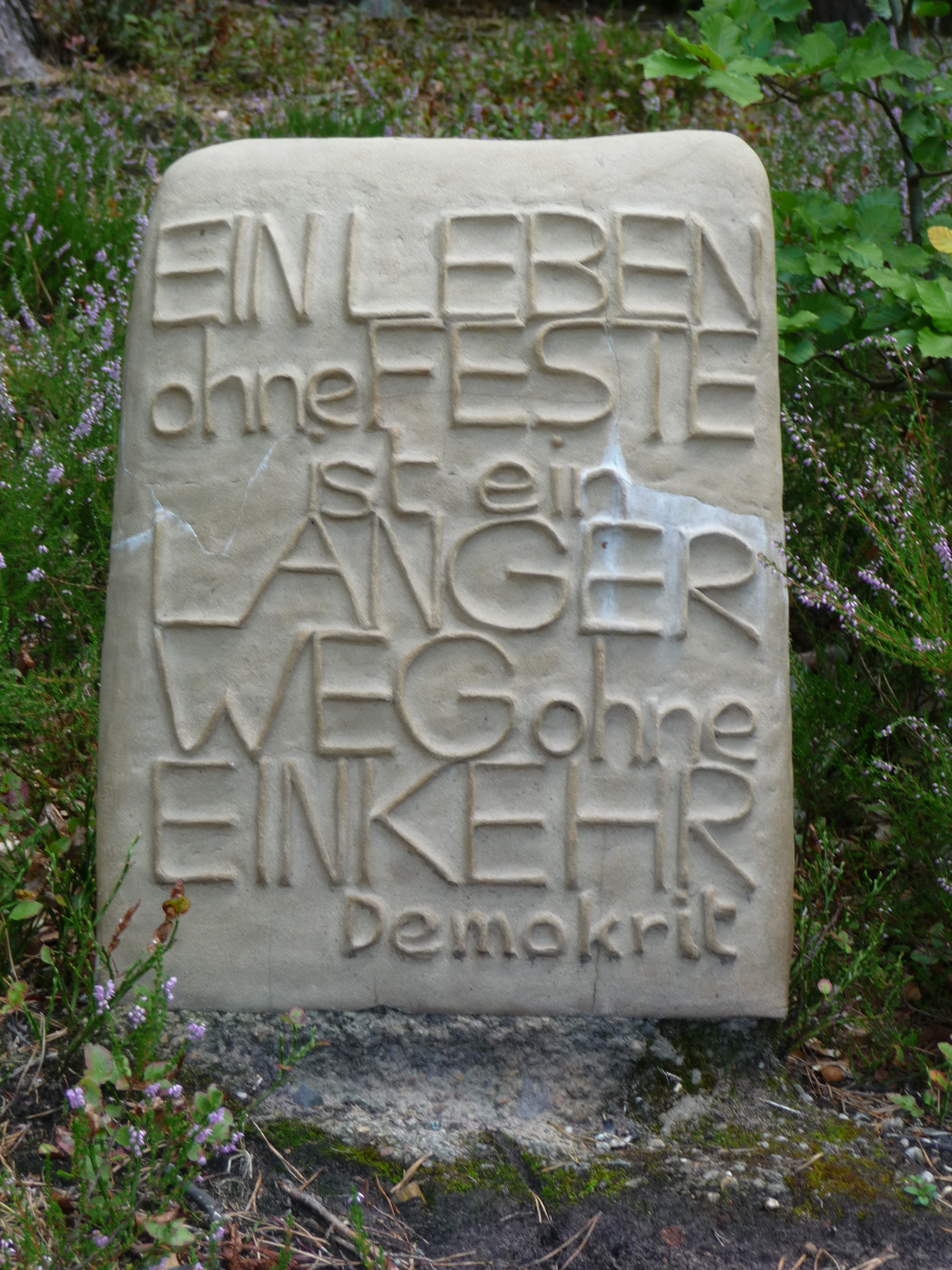
Variante bei Alsenborn

Βίος ἀνεόρταστος μακρὰ ὁδὸς ἀπανδόκευτος.
Bios aneortastos makra hodos apandokteutos.
„Ein Leben ohne Feste ist ein langer Weg ohne Herbergen.“
Sentenz des Philosophen Demokrit, zu der Norbert Wokart in seinem Buch Die Sandalen des Empedokles schreibt:

„Dieser Vergleich leuchtet jedem eine, der schon einen langen Weg ging, womöglich noch bei schlechtem Wetter und ohne Möglichkeit zu erholsamer Rast und Einkehr. Der Spruch lobt allerdings die Rast auf Kosten des Weges, der nur noch unter dem Aspekt betrachtet wird, mühsam und beschwerlich zu sein, und er diffamiert das alltägliche Leben, weil er nur seine Unterbrechungen, die sporadischen Feiertage und seltene Feste als erfreuliche Momente gelten lässt.“

Wokart folgert:

„Nimmt man solche Sprüche ernst, findet das wahre Leben nicht im Alltag statt, sondern in Ausnahmesituationen als mehr oder weniger rarer Sonderfall.“

## Βλὰξ ἄνθρωπος ἐπὶ παντὶ λόγῳ ἐπτοῆσθαι φιλεῖ.
Βλὰξ ἄνθρωπος ἐπὶ παντὶ λόγῳ ἐπτοῆσθαι φιλεῖ.
Blax anthrōpos epi panti logō eptoēsthai philei.
„Ein blöder Mensch pflegt bei jedem Wort erschreckt dazustehen.“
Zitat aus den Werken des Philosophen Heraklit, der eine scharfe Grenze zwischen menschlicher und göttlicher Weisheit zieht, denn „der weiseste Mensch wird gegen Gott gehalten wie ein Affe erscheinen in Weisheit, Schönheit und allem andern.“

## Βοιώτιον οὖς
Βοιώτιον οὖς
Boiōtion ous
„böotisches Ohr“

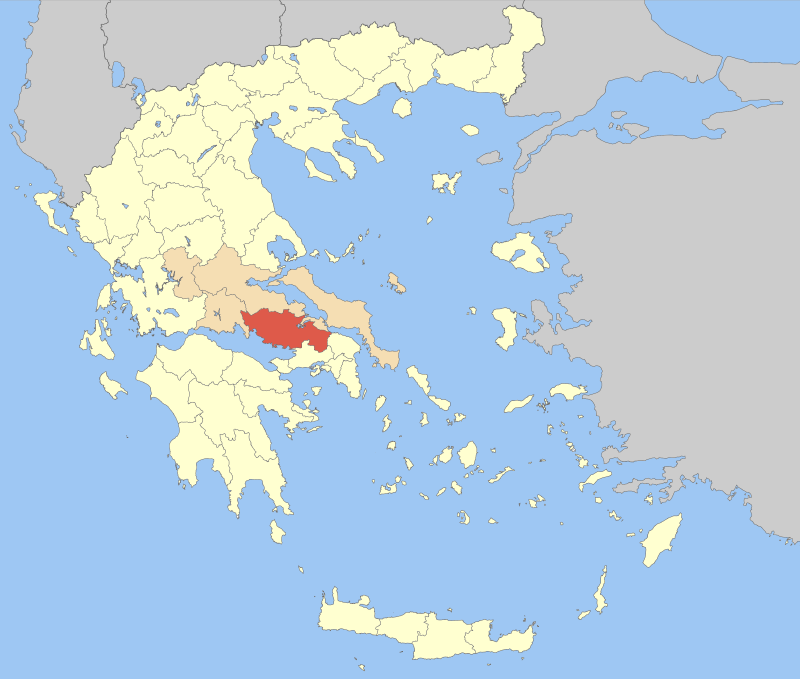
Böotien heute

Ein böotisches Ohr war im antiken Athen der Inbegriff an Geschmacklosigkeit und Mangel an Bildung. Die Athener verachteten ihre nördlichen Nachbarn in Böotien als ungebildet und ungehobelt. Der Humanist Erasmus von Rotterdam schreibt in seiner Sprichwörtersammlung Adagia:

„Wie die Griechen von einem böotischen Ohr sprechen und damit ein stumpfes und unempfängliches meinen, so sagt Martial im 6. Buch der Epigramme Bataverohr für einen bäurischen, undifferenzierten und spießerhaften Geschmack.“

Dieses „Bataverohr“ oder leicht anders übersetzt „batavische Ohr“ heißt bei Martial auris Batava und wird vom Dichter in der kleinen Anekdote erwähnt, die er in dem Epigramm 6,82 erzählt.
Weitere Begriffe, die die Böotier herabwürdigen, sind:
- Böotische Rätsel (verworrene, schwer verständliche Aussprüche, wie das Rätsel, das die Sphinx dem Ödipus vorlegte. Lateinisch: Boeotica aenigmata.)
- Böotisches Genie (Böotischer Geist, alles Törichte hieß böotisch. Lateinisch: Boeoticum ingenium.)
- Böotisches Lied (Wenn jemand in Glück lebt, sein Ende aber stürmisch ist, wie der Gesang der Böotier, die mit Jubelliedern begannen und mit Klagegesängen endeten. Lateinisch: Boeotica cantilena.)
- Böotisches Schwein (Ungeschliffener Mensch mit bäurischen Sitten. Lateinisch: Boeotica sus.)

## Βουλεύου δὲ πρὸ ἔργου, ὅπως μὴ μῶρα πέληται.

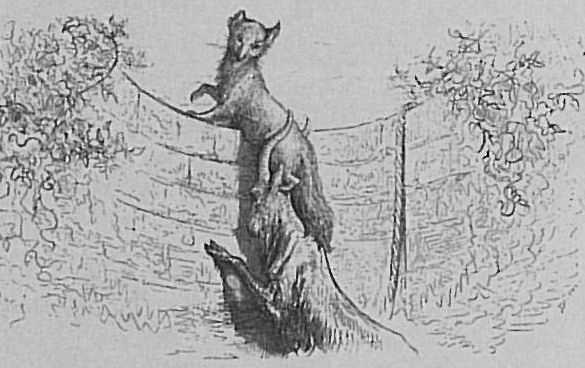
Illustration für die Version der Fabel Der Fuchs und der Bock von Jean de La Fontaine

Βουλεύου δὲ πρὸ ἔργου, ὅπως μὴ μῶρα πέληται.
Bouleuou de pro ergou, hopōs mē mōra pelētai.
„Überlege vor der Tat, damit nichts Törichtes daraus entstehe.“
Dieser Satz findet sich in den Goldenen Versen eines unbekannten Pythagoreers. Das Motiv findet sich aber bereits in einigen Fabeln Äsops:
In Der Fuchs und der Bock geht es um einen Fuchs und einen Ziegenbock, die an einem heißen Tag zusammen in einen Brunnen springen und dann nicht mehr herauskommen. Da hat der Fuchs die Idee, auf den Rücken des Ziegenbocks zu steigen, herauszuklettern und ihm dann ebenfalls herauszuhelfen. Doch als der Fuchs draußen ist, verspottet er den Bock und sagt voll Schadenfreude zum Abschied:

„Hättest du so viel Verstand gehabt als Haare im Bart, so wärest du nie in diesen Brunnen gestiegen, ohne auch vorher zu bedenken, wie du wieder herauskommen könntest!“

Als Moral der Geschichte heißt es dann, in dieser freien Übertragung sprichwörtlich geworden:

„Vorgetan und nachbedacht, hat manchen in groß Leid gebracht!“

Siehe dazu auch «Τῶν ἀνθρώπων τοὺς φρονίμους δεῖ πρότερον τὰ τέλη τῶν πραγμάτων σκοπεῖν, εἴθ’ οὗτως αὐτοῖς ἐπιχειρεῖν.» („Klugen Leuten ziemt es, zunächst das Ende eines Unternehmens ins Auge zu fassen, und es erst dann also ins Werk zu setzen.“)
In der Fabel Zwei Frösche müssen sich zwei Frösche einen neuen Lebensraum suchen, weil ihr bisheriger in einem außerordentlich heißen Sommer ausgetrocknet ist. Als sie zu einem tiefen Brunnen kommen, in dem es noch Wasser gibt, will der eine Frosch dort hineinhüpfen, der andere aber warnt:

„Das Hinunterkommen ist zwar ganz leicht, aber wenn auch der Brunnen eintrocknet, wie willst du dann wieder herauskommen?“

Als Moral wird genannt:

„Was dir heute nutzt, das kann dir morgen schaden, darum denke nach, bevor du handelst.“

Die Moral dieser Fabeln und diese Sentenz sind wahrscheinlich eines der Vorbilder für die berühmte lateinische Sentenz „Quidquid agis, prudenter agas et respice finem.“ („Wie auch immer du handelst, handele klug und bedenke die Folgen.“)
Zu weiteren wahrscheinlichen Vorbildern siehe Σκοπέειν δὲ χρὴ παντὸς χρήματος τὴν τελευτήν, κῇ ἀποβήσεται. („Auf das Ende einer jeden Sache muss man schauen, wie sie einmal ausgehen wird.“)

## Βοῦς Κύπριος εἶ.
Βοῦς Κύπριος εἶ.
Bous Kyprios ei.
„Du bist ein zyprisches Rind.“
Lateinisch: „Bos Cyprius es.“
Die Rinder von der Insel Zypern galten im antiken Griechenland als besonders schmutzig. Man sagte ihnen sogar nach, dass sie von menschlichen Exkrementen lebten.

## βοῶπις Ἥρη
βοῶπις Ἥρη
boōpis Hērē
„kuhäugige Hera“
Epitheton ornans des Dichters Homer für die Göttin Hera, der die Kuh heilig war. Diese Bezeichnung war als Kompliment gedacht. Die Augen der Kuh sind besonders groß und galten als schön. Das Wort βοῶπις boṓpis selbst ist abgeleitet von βοῦς boûs „Rind, Kuh“ und ὤψ ṓps „Auge“.

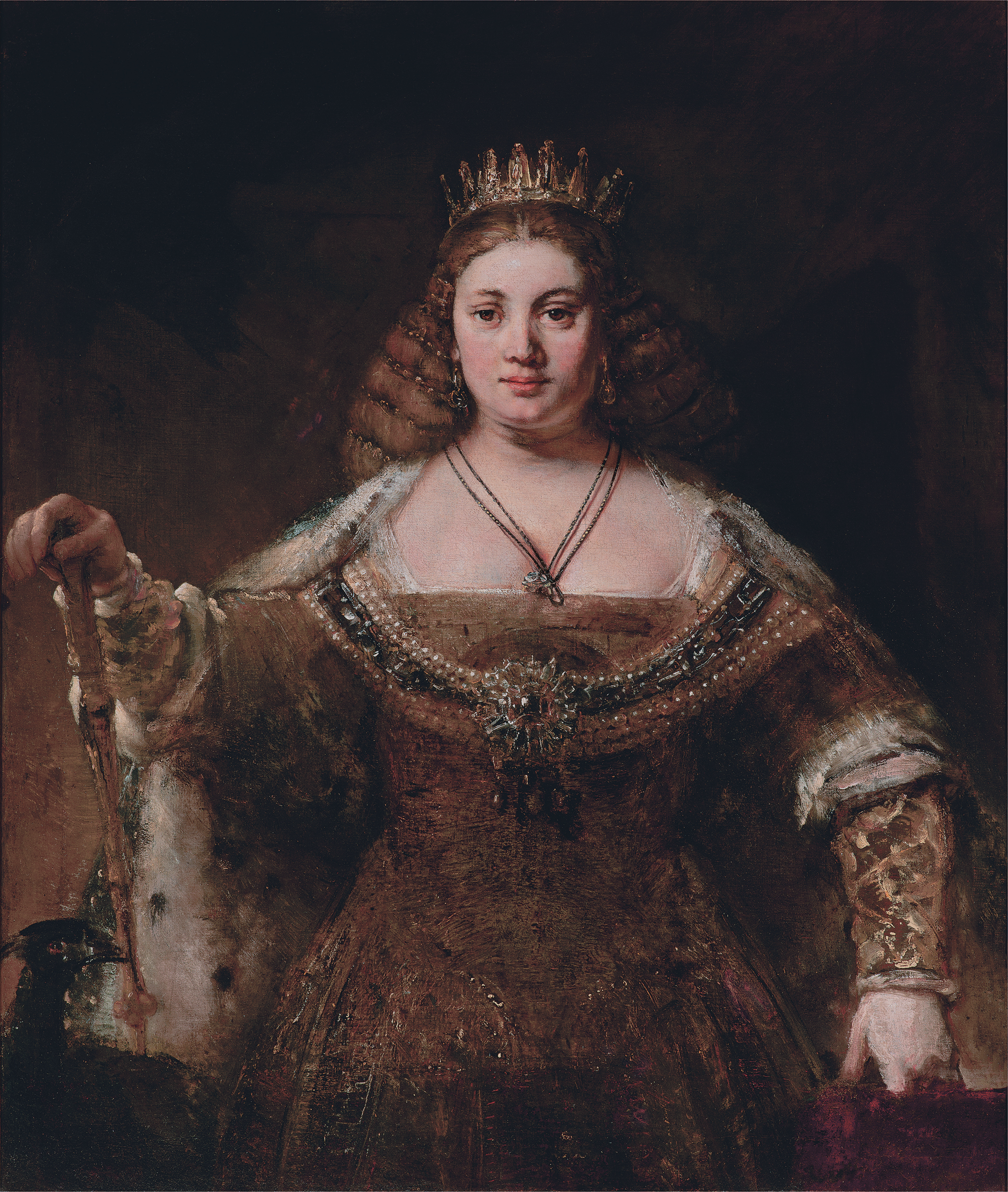
Rembrandt: Juno (bzw. Hera)

Wolfgang Koydl sieht eine andere Ableitung des Wortes kuhäugig und bezieht es auf die mythische Prinzessin Europa, die Zeus in Gestalt eines Stiers nach Europa entführt hatte:

„Dabei hatte alles so vielversprechend angefangen – mit einer Liebelei des griechischen Göttervaters Zeus und der phönizischen Prinzessin Europa. Sie war streng genommen eine frühe illegale Einwanderin aus dem Nahen Osten, als Zeus mit ihr – verwandelt als Stier – vom heutigen Libanon aus nach Kreta schwamm.

Im weitesten Sinne mit Rindern hat auch der Name der jungen Dame zu tun: das griechische euro steht für breit, die Silbe op- für Auge (wie beim Optiker). Je nachdem wie galant man sein will, lässt sich Europa mit kuhäugig oder weitherzig übersetzen.“

Ähnlich:
- eulenäugige Athene: γλαυκῶπις Άθήνη[25] (glaukōpis Athene)
- rosenfingrige Eos: ῥοδοδάκτυλος Ἠώς[26] (rhododaktylos Ēōs)
- listenreicher Odysseus: πολύμητις Ὀδυσσεύς[27] (polymētis Odysseus)

## Βρήκε ο Φίλιππος τον Ναθαναήλ.

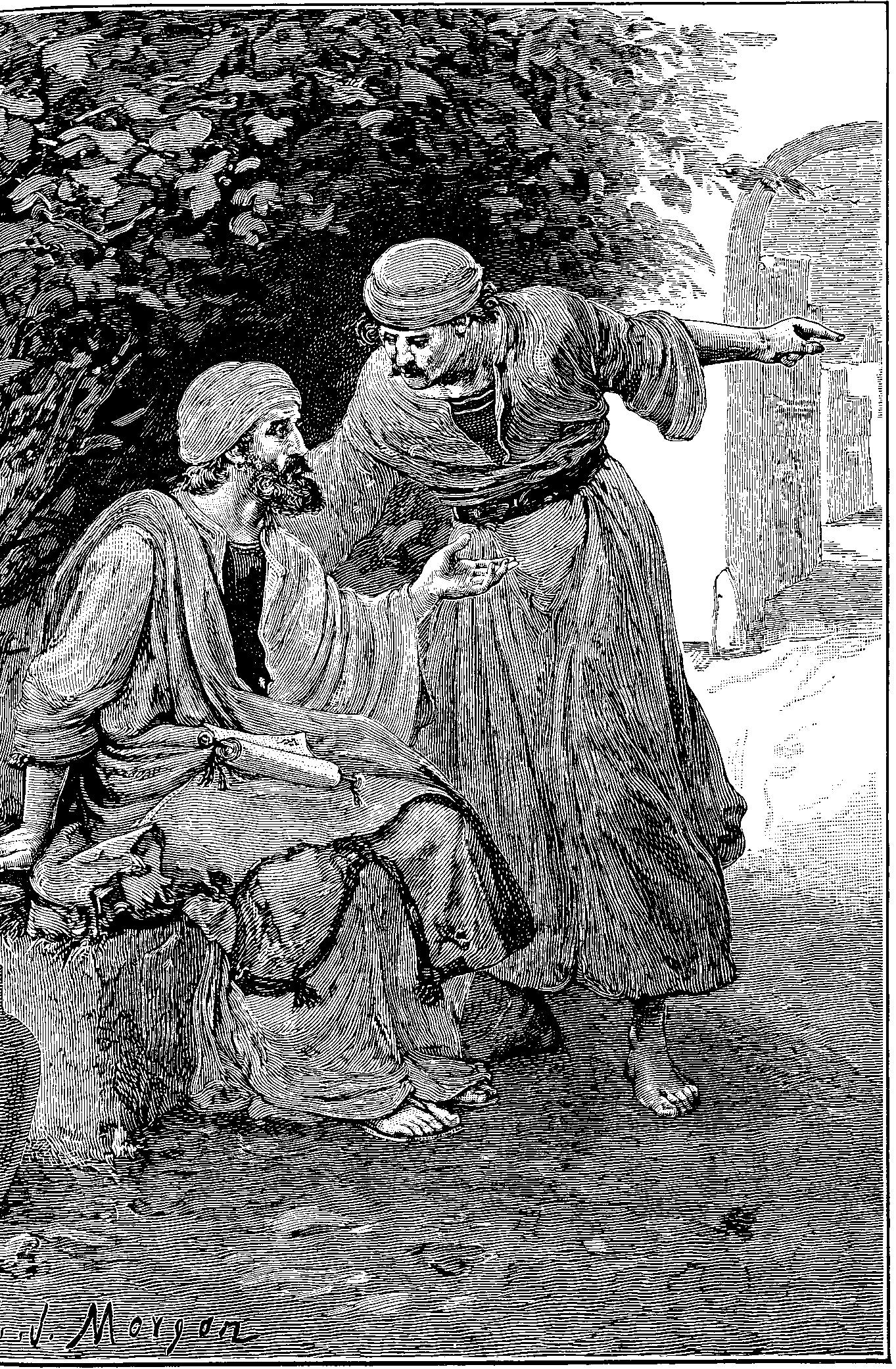
W. J. Morgon: Philipp und Nathanael

Βρήκε ο Φίλιππος τον Ναθαναήλ.
Vrike o Filippos ton Nathanail.
„Da ist Philipp auf Nathanael gestoßen.“
Dieses neugriechische Sprichwort entspricht dem deutschen „Da haben sich zwei gesucht und gefunden“. Sie geht zurück auf eine Stelle aus dem Evangelium nach Johannes, wo von der Berufung der ersten Jünger durch Jesus berichtet wird:

«Εὑρίσκει Φίλιππος τὸν Ναθαναὴλ […]»

„Philippus traf Natanaël […]“

Im Kontext zu dieser Bibelstelle heißt es:

„43 Am Tag darauf wollte Jesus nach Galiläa aufbrechen; da traf er Philippus. Und Jesus sagte zu ihm: Folge mir nach 44 Philippus war aus Betsaida, der Stadt des Andreas und Petrus. 45 Philippus traf Natanaël und sagte zu ihm: Wir haben den gefunden, über den Mose im Gesetz und auch die Propheten geschrieben haben: Jesus, den Sohn Josefs, aus Nazaret.“

Bezeichnend ist Nathanaels Reaktion:

„46 Da sagte Natanaël zu ihm: Kann aus Nazaret etwas Gutes kommen? Philippus sagte zu ihm: Komm und sieh! 47 Jesus sah Natanaël auf sich zukommen und sagte über ihn: Sieh, ein echter Israelit, an dem kein Falsch ist. 48 Natanaël sagte zu ihm: Woher kennst du mich? Jesus antwortete ihm: Schon bevor dich Philippus rief, habe ich dich unter dem Feigenbaum gesehen. 49 Natanaël antwortete ihm: Rabbi, du bist der Sohn Gottes, du bist der König von Israel!“

## Βρῶμα θεῶν
Βρῶμα θεῶν
Brōma theōn
„Mahl der Götter“

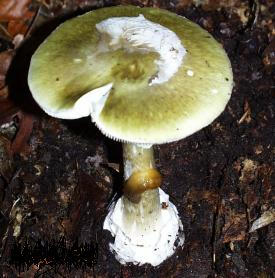
Grüner Knollenblätterpilz als „Mahl der Götter“ – Βρῶμα θεῶν

Angeblicher Ausspruch Neros über die vergifteten Pilze, mit denen seine Mutter Agrippina die Jüngere ihren Onkel und Ehemann Kaiser Claudius ermordete.
Laut Sueton soll Agrippina dreimal versucht haben, Claudius durch Gift zu töten, um für Nero, ihren Sohn aus erster Ehe, die Thronfolge zu sichern. In den ersten Jahren übte sie starken Einfluss auf Neros Regierungsarbeit aus, den sie aber in den folgenden Jahren verlor. Im Jahr 59 ließ der bereits deutliche Anzeichen von Caesarenwahn aufweisende Nero schließlich seine Mutter ermorden.
Der Historiker Sueton schreibt:

„Man ist sich darüber einig, daß Claudius durch Gift beseitigt wurde; aber wo es ihm gegeben wurde und von wem, darüber gehen die Meinungen auseinander. Einige berichten, daß es bei einem Mahl mit den Priestern auf der Burg geschehen sei durch seinen Vorkoster, den Eunuchen Halotus ; andere, bei einem Gastmahl bei ihm zu Hause durch Agrippina selbst, die ihm ein vergiftetes Pilzgericht – Pilze liebte er sehr – vorgesetzt habe.“

Weiter heißt es bei Sueton:

„Viele sagen, er habe gleich nach Genuß des Giftes die Sprache verloren, hätte während der ganzen Nacht furchtbare Schmerzen ausgestanden und sei dann gegen Morgen gestorben. Nach andern ist er zuerst eingeschlummert und hat dann, da sein Magen überladen war, alles erbrochen; darauf wurde ihm nochmals Gift beigebracht, vielleicht in einem Brei, gleichsam um den Erschöpften dadurch zu stärken, oder durch ein Klistier, um ihm angeblich so zu helfen und seinen überladenen Magen zu erleichtern.“

Für den Giftmord reicherte Agrippina das Essen ihres Mannes vermutlich mit dem Extrakt des Grünen Knollenblätterpilzes an. Die tödliche Dosis liegt bei 0,1 Milligramm pro Kilogramm Körpergewicht, kann also schon in einem einzelnen Pilz enthalten sein. Die ersten Symptome treten in der Regel erst nach acht bis zwölf Stunden auf.